# 実行寺 (函館市)
実行寺（じつぎょうじ）は、北海道函館市船見町にある日蓮宗の寺院。箱館（現在の函館）開港後は一時ロシア領事館の仮止宿所としても使用された。

## 歴史
1655年（明暦元年）、山之上町（現在の弥生町）に日持を私淑した清寛が草庵を結んだのが始まりである。1690年（元禄3年）、法華寺（松前郡松前町）の末寺となり、1714年（正徳4年）、本満寺より寺号公称を許可された。
幕末に箱館が開港すると、実行寺は外国人の宿所として利用された。1854年（安政元年）には、ペリーが箱館に来航すると、随行画家ヴィルヘルム・ハイネらの宿舎となった。1855年（安政2年）、フランス軍艦シビル号が箱館へ入港し、疾病水兵の養生所とされた。1858年（安政5年）、在箱館ロシア領事ヨシフ・ゴシケーヴィチが赴任し、領事館建設（1860年完成）までの止宿所となった。
1869年（明治2年）、箱館戦争が終結すると、住職の日隆は侠客の柳川熊吉等とともに放置されていた旧幕府軍戦死者の遺体を収容し、荼毘埋葬している。1879年（明治12年）12月6日の大火で焼失後、廃寺の危機を迎えたが、1881年（明治14年）に現在地へ移転。1884年（明治17年）、身延山久遠寺の末寺に編入、中本山格寺院となった。1890年（明治23年）、北海道の身延山觸頭寺となった。その後1896年（明治29年）と1907年（明治40年）の火災で2度焼失した。1918年（大正7年）、土蔵風耐火建築の現本堂が建立された。

## 境内
北辰殿妙見堂に北辰妙見菩薩（高田屋嘉兵衛の守護神）を祀り、明治維新の箱館戦争で戦死した会津藩士の墓や日仏親善函館発祥記念碑がある。正門前に大東亜戦争戦死病殉者供養塔、日露役戦死忠魂塔が建つ。

## 旧末寺

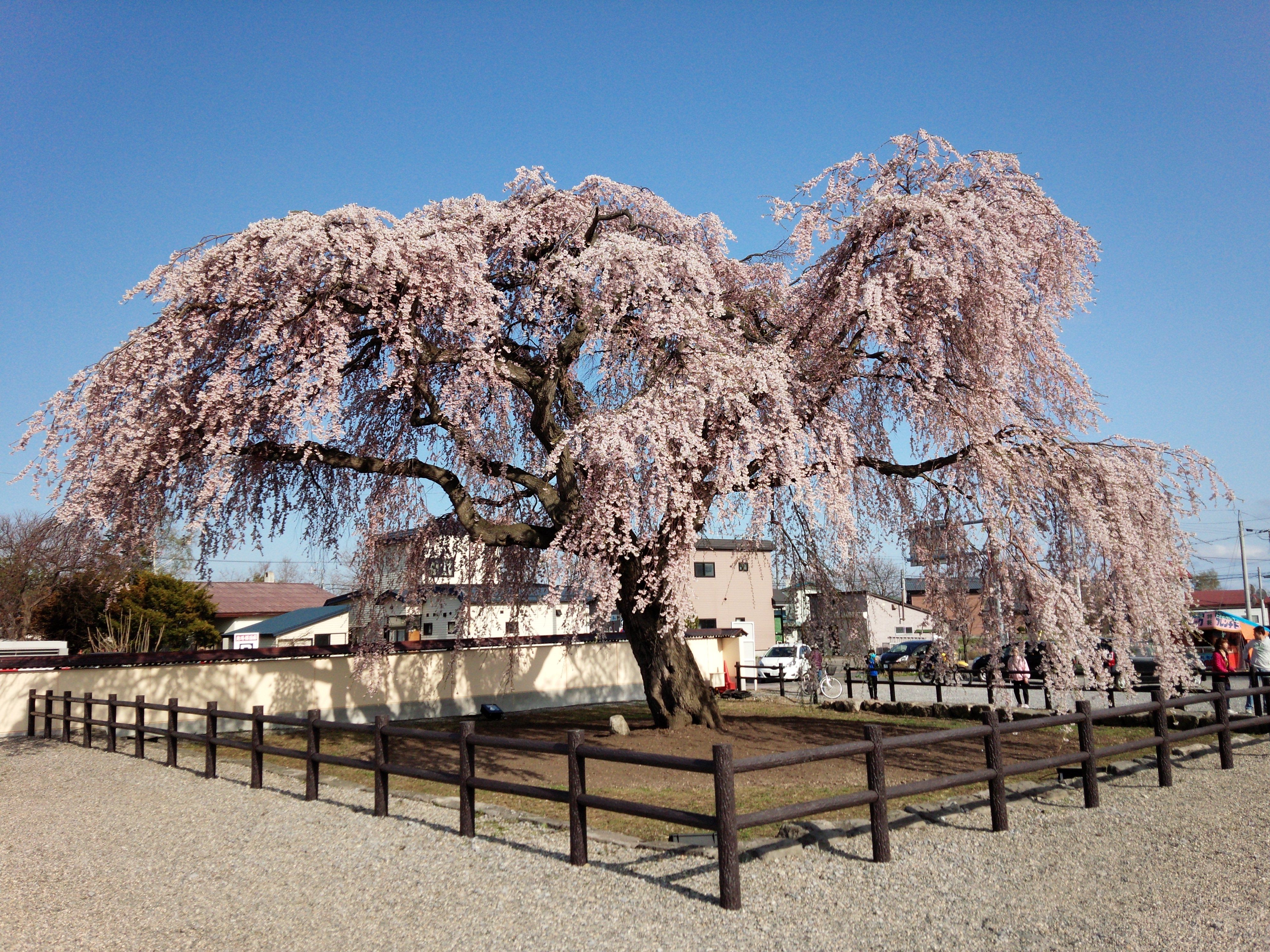
金言山法亀寺　しだれ桜

日蓮宗は1941年（昭和16年）に本末を解体したため、現在では、旧本山・旧末寺と呼びならわしている。
- 日持山妙應寺（北海道函館市石崎町）
- 八海山龍王寺（北海道函館市川汲町）
- 金言山法亀寺（北海道北斗市向野）
- 旭寿山妙隆寺（北海道北斗市東浜）
- 最上山護國寺（北海道亀田郡七飯町字軍川）
- 照東山妙泰寺（北海道二海郡八雲町立岩）
- 妙円山法華寺（北海道余市郡余市町沢町）
- 法王山妙栄寺（北海道伊達市大町）
- 法栄山一妙寺（北海道茅部郡森町字森川町）
- 真浄山大法寺（北海道幌泉郡えりも町字本町）
- 老松山法傳寺（北海道白老郡白老町本町）
- 儀徳山日登寺（北海道札幌市西区山の手2条）
- 宝珠山金龍寺（北海道石狩市新町）
  - 金龍寺 末：妙見山本龍寺（北海道札幌市東区北14条）
  - 金龍寺 末：妙法山厚龍寺（北海道石狩市厚田区）
- 布教山法華寺（北海道釧路市米町）
  - 法華寺 末：妙音山法華寺（北海道釧路市音別町中園）
  - 法華寺 末：瑞光山妙雲寺（北海道白糠郡白糠町東3条）

## 参考資料
- 日蓮宗寺院大鑑編集委員会『宗祖第七百遠忌記念出版 日蓮宗寺院大鑑』大本山池上本門寺 (1981年)
- 「函館市史 通説編」